# Mauritánie
Mauritánie či Mauretánie, plným názvem Mauritánská islámská republika, je islámská prezidentská republika, která se nachází na západním pobřeží Afriky. Na ploše 1 mil. km² žijí 3 miliony lidí. Prezident Maavíja uld Sídí Ahmed Tajá, který stál v čele státu od roku 1982, byl 3. srpna 2005 sesazen vojenským převratem. Po přechodném období vlády plukovníka Alího Uld Mohammeda Fála jej nahradil demokraticky zvolený prezident Sídí Uld Abdalláh, který byl zajat při vojenském převratu dne 6. srpna 2008.

## Dějiny

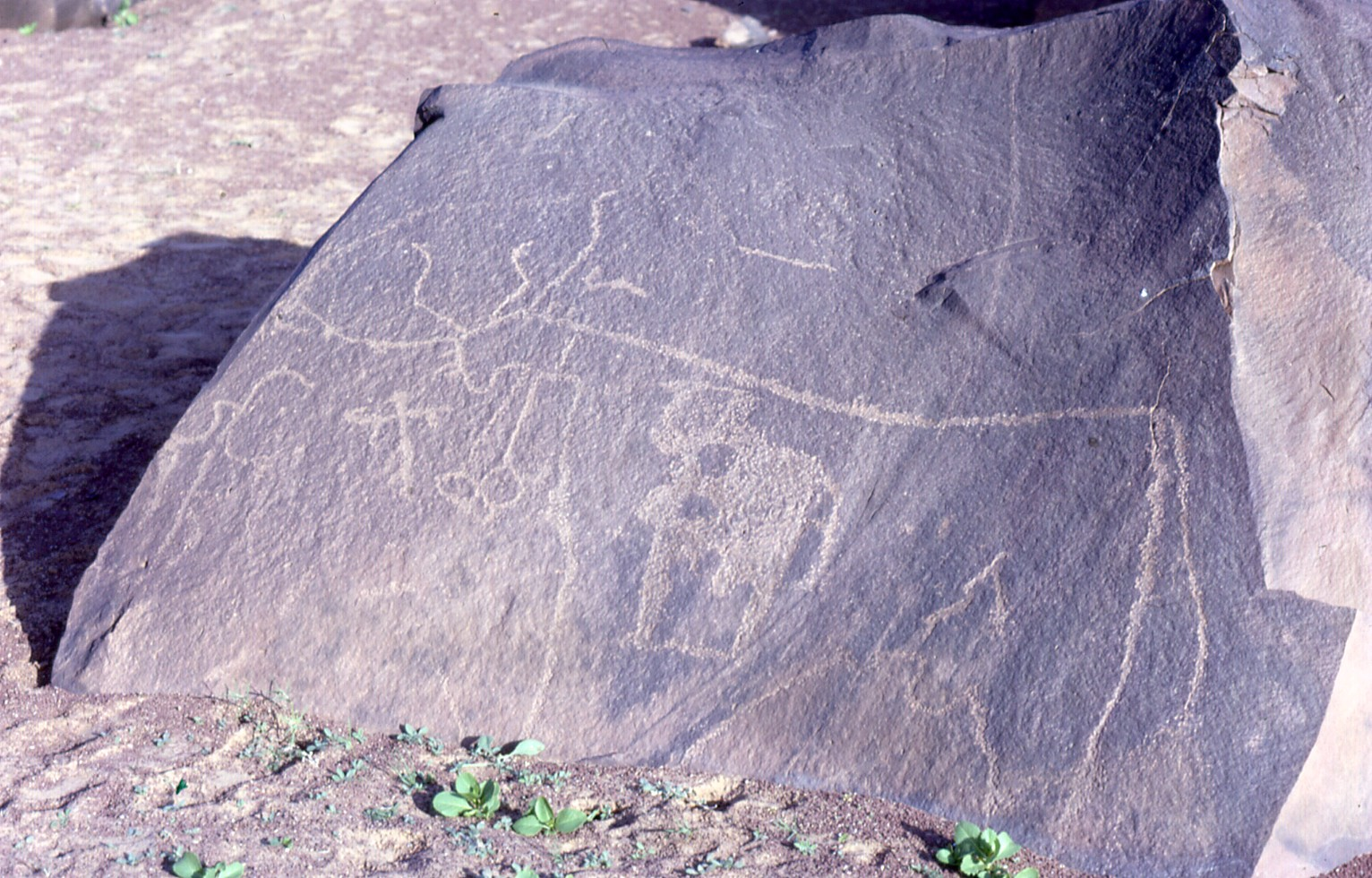
Kamenné umění v saharské poušti

Od 8. století byla součástí Ghanské říše. Tu v roce 1076 dobyli berberští Almorávidé a založili zde rozsáhlou říši, zasahující až do Španělska. Almoravidovská říše se rozpadla v roce 1147 a jih se stal součástí říše Mali. Sever byl pod silným vlivem arabského Maroka. Ve válce Šar Bubu (1644 až 1677) získali arabští beduíni kmene Banu Maqtil původem z Jemenu po porážce Berberů zbytek území. V oblasti vznikl kastovní systém na jehož vrcholu stály arabské válečnické kmeny. Postupně došlo k arabizaci Berberů a černošského obyvatelstva v oázách tzv. Haratinů. Od 15. století byla Mauritánie častým cílem evropských obchodníků (Portugalci, Španělé, Angličané, Nizozemci a hlavně Francouzi). V 16. a 17. století se na jihu Mauritánie ustavily emiráty Trarza, Brakna a Tagant. Roku 1740 vznikl na severu emirát Adrar. Jména všech těchto někdejších emirátů nesou 4 ze 13 moderních mauritánských regionů.
Od 18. století probíhala francouzská kolonizace, v letech 1902–1909 byly vyhlášeny protektoráty nad všemi čtyřmi emiráty a země se stala součástí Francouzské západní Afriky, jejíž součástí byla do roku 1958. Do roku 1934 však Francie uplatňovala v Mauritánii nepřímou správu prostřednictvím jednotlivých emírů. Roku 1958 se Mauritánie stala autonomní republikou, 28. listopadu 1960 byla vyhlášena nezávislost. Zároveň bylo založeno dnešní hlavní město Nuakšott na místě vesnice Ksar.
Prezident Maavíja uld Sídí Ahmed Tajá, který stál v čele státu od roku 1982, byl 3. srpna 2005 sesazen vojenským převratem. Po přechodném období vlády plukovníka Alího Uld Mohammeda Fála jej nahradil demokraticky zvolený prezident Sídí Uld Abdalláh.

## Státní symboly

### Vlajka
Mauritánská vlajka je tvořena listem o poměru stran 2:3 se třemi vodorovnými pruhy: červeným, zeleným a červeným o poměru šířek 1:3:1. V zeleném poli je zobrazen žlutý půlměsíc s cípy k hornímu okraji. Mezi cípy je žlutá pěticípá hvězda.

## Geografie
Mauritánská republika leží v západní části Afriky na pobřeží Atlantského oceánu. Na severozápadě má 1 561 km dlouhou hranici s Marokem okupovanou Západní Saharou, na severovýchodě 463 km s Alžírskem, na východě a jihu 2 237 km s Mali a na jihozápadě 813 km se Senegalem. Pobřeží Atlantského oceánu je dlouhé 754 km. S rozlohou 1 030 700 km² je 20. největším státem na světě, 11. největším v Africe a 13,4× větším než Česká republika. Z Afriky zabírá asi 3,4 % rozlohy.
Asi tři čtvrtiny území tvoří poušť a polopoušť. Nejvyšší horou je Kediet Ijill poblíž západosaharské hranice s nadmořskou výškou 915 metrů. Území je z poloviny poušť Sahara, na jihu se nachází málo úrodná oblast Sahelu. V zemi jsou dva národní parky. V roce 1976 byl na severní částí mauritánského atlantského pobřeží vyhlášen Nationalpark Banc d’Arguin a v roce 1990 vznikl Parc national du Diawling v jihozápadní části země v deltě řeky Senegal.

### Města
- Nuakšott (hlavní město, 480 000 obyvatel)
- Nuadhibú (59 000 obyvatel)
- Kaédi (31 000 obyvatel)

## Politika

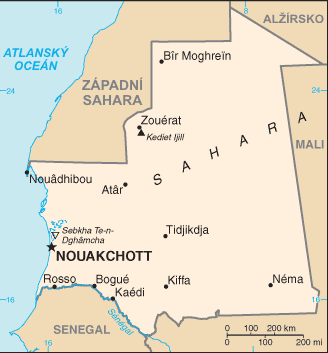
Mapa země

Mauritánie byla do roku 2010 jednou ze tří arabských zemí uznávajících Izrael. Tato diplomatická vazba je dědictvím režimu Maaúja Uld Sídí Ahmada Táji, který v 90. letech nejprve podporoval Irák při válce v Perském zálivu, v obavách z mezinárodní izolace i domácího odporu se však brzy začal sbližovat se Spojenými státy a Izraelem.
Rozlehlé pouštní oblasti sahelských států se díky malé hustotě osídlení a absolutní propustnosti hranic staly vítaným útočištěm pro teroristické organizace. Na území Mauritánie a sousedního Mali tak operuje Saláfistická skupina pro kázání a boj, jež údajně disponuje stovkami bojovníků. Bezpečnostní hrozby spojené s tímto regionem nezůstaly nepovšimnuty ani v rámci boje proti světovému terorismu. Mauritánie byla od roku 2002 zapojena do tzv. Pansahelské iniciativy, v rámci které Spojené státy pomáhaly budovat místní vojenské jednotky určené k boji s teroristickými skupinami. Tento program byl v roce 2005 nahrazen Transsaharskou protiteroristickou iniciativou, která kromě citelného navýšení dostupných finančních prostředků (roční rozpočet dosahuje 100 milionů USD) zahrnuje větší počet zúčastněných zemí a rozšiřuje spolupráci o nové dimenze (vzdělání, zabezpečení letišť, kontrola podezřelých finančních toků).
Mauritánie byla, na rozdíl od svých severnějších sousedů, doposud ušetřena významnějších teroristických úderů. Veřejné mínění zatím nejvíce rozvášnil útok islamistů na vojenskou posádku na severovýchodě země v roce 2005, při kterém bylo zabito 15 vojáků. Nuakšott kromě toho mluví o několika připravovaných atentátech a únosech, které se místním bezpečnostním složkám podařilo zhatit. Vojenská pomoc ze strany Washingtonu je tudíž místní vládou více než vítána. O její existenci svědčí překvapivě dobrá výzbroj mauritánské armády.
Vztahy se Senegalem byly v minulosti poškozeny hraničními spory i pogromy na černošské obyvatele jižní Mauritánie. Nuakšott navíc vystoupil z Hospodářského společenství západoafrických států (ECOWAS). Severní hranici se Západní Saharou po obou stranách lemuje minové pole.

### Lidská práva
Mauritánie porušuje lidská práva a patří mezi státy, v nichž je za ateismus a kritiku islámu uzákoněn trest smrti. Za kritiku islámu byl v poslední době odsouzen tamní novinář Mohamed Cheikh Ould Mohamed.
Otroctví bylo v Mauritánii zrušeno v roce 1981, ale v zemi stále žije až 800 000 lidí v otroctví, téměř čtvrtina obyvatel.

### Přehled hlav státu

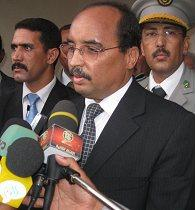
Generál
Mohamed Ould Abdel Aziz (2009)

- 28. 11. 1960 – 20. 8. 1961 – Moktar Ould Daddah – úřadující prezident; PRM
- 20. 8. 1961 – 10. 7. 1978 – Moktar Ould Daddah – prezident; PPM
- 10. 7. 1978 – 20. 3. 1979 – Mustafa Ould Salek – předseda Vojenského výboru národní obnovy; voj.
- 20. 3. 1979 – 6. 4. 1979 – Mustafa Ould Salek – předseda Vojenského výboru národní obnovy a hlava státu; voj.
- 6. 4. 1979 – 3. 7. 1979 – Mustafa Ould Salek – předseda Vojenského výboru národní spásy a hlava státu; voj.
- 3. 7. 1979 – 4. 1. 1980 – Mohamed Mahmoud Ould Louly– předseda Vojenského výboru národní spásy a hlava státu; voj.
- 4. 1. 1980 – 12. 12. 1984 – Mohamed Khouna Ould Haidalla – předseda Vojenského výboru národní spásy a hlava státu; voj.
- 12. 12. 1984 – 18. 4. 1992 – Maaouya Ould Sid'Ahmed Taya – předseda Vojenského výboru národní spásy a hlava státu; voj.
- 18. 4. 1992 – 3. 8. 2005 – Maaouya Ould Sid'Ahmed Taya – prezident; PRDS
- 3. 8. 2005 – 19. 4. 2007 – Ely Ould Mohamed Vall – předseda Vojenské rady pro právo a demokracii; voj.
- 19. 4. 2007 – 6. 8. 2008 – Sidi Mohamed Ould Cheikh Abdellahi – prezident; bezp.
- 6. 8. 2008 – 15. 4. 2009 – Mohammed Ould Abdel Aziz – předseda Vysoké státní rady; voj.
- 15. 4. 2009 – 5. 8. 2009 – Ba Mamadou dit M'Baré – prozatímní prezident; bezp.
- 5. 8. 2009 – 1. 8. 2019 – Mohamed Ould Abdel Aziz – prezident; UPR[8]
- od 5. 8. 2019 – Muhammad uld Ghazuání

## Ekonomika

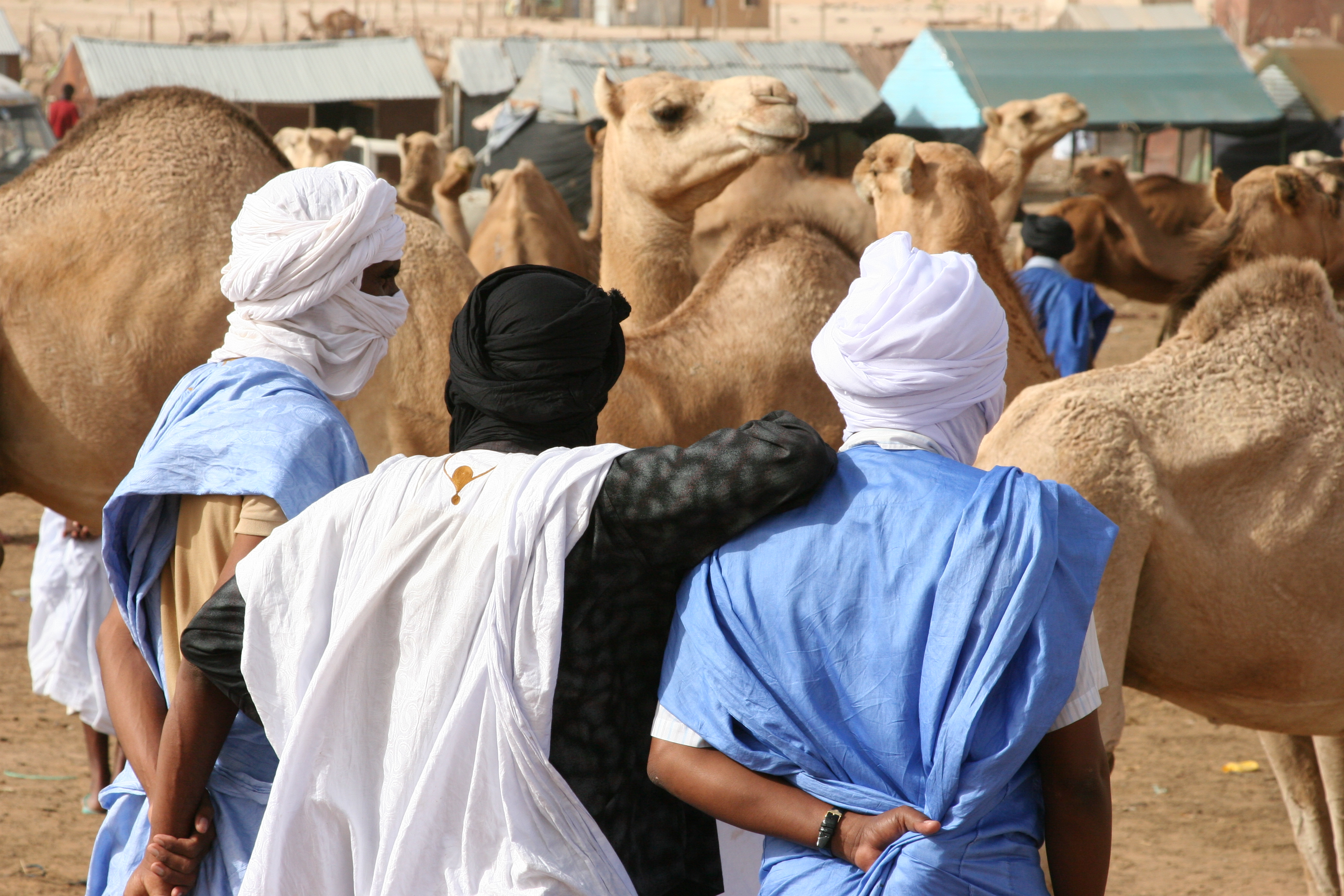
Velbloudí trh ve městě Nouackchott

Problémem dnešní Mauritánie jsou rostoucí slumy, protože pastevci jsou kvůli rozšiřování pouští vyháněni ze svých pastev. Na vývoz jde železná ruda (ta tvoří asi polovinu veškerého vývozu) a rybolov, odběrateli jsou EU a Asie. Veškerou železnou rudu přepravují vlaky po Mauritánské železnici do přístavu Nuadhibú. Ačkoliv má země bohaté pobřežní vody, nadměrný lov v posledních letech ohrožuje tento významný generátor vývozních příjmů i zdroj obživy obyvatelstva.
V roce 2001 byla potvrzena existence ložisek ropy v pobřežních vodách. Podle odhadů měly příjmy z těžby ropy dosáhnout v roce 2006 47 miliard ukíjá, což by představovalo asi třetinu státního rozpočtu. Těžba ropy je nicméně spojena s úplatkářským skandálem, do nějž je údajně zapojena australská firma Woodside.
Dovážejí se stroje a spotřební zboží. HDP na 1 obyvatele dosahuje asi 500 USD. Měnou je mauritánská ukíjá.

## Obyvatelstvo

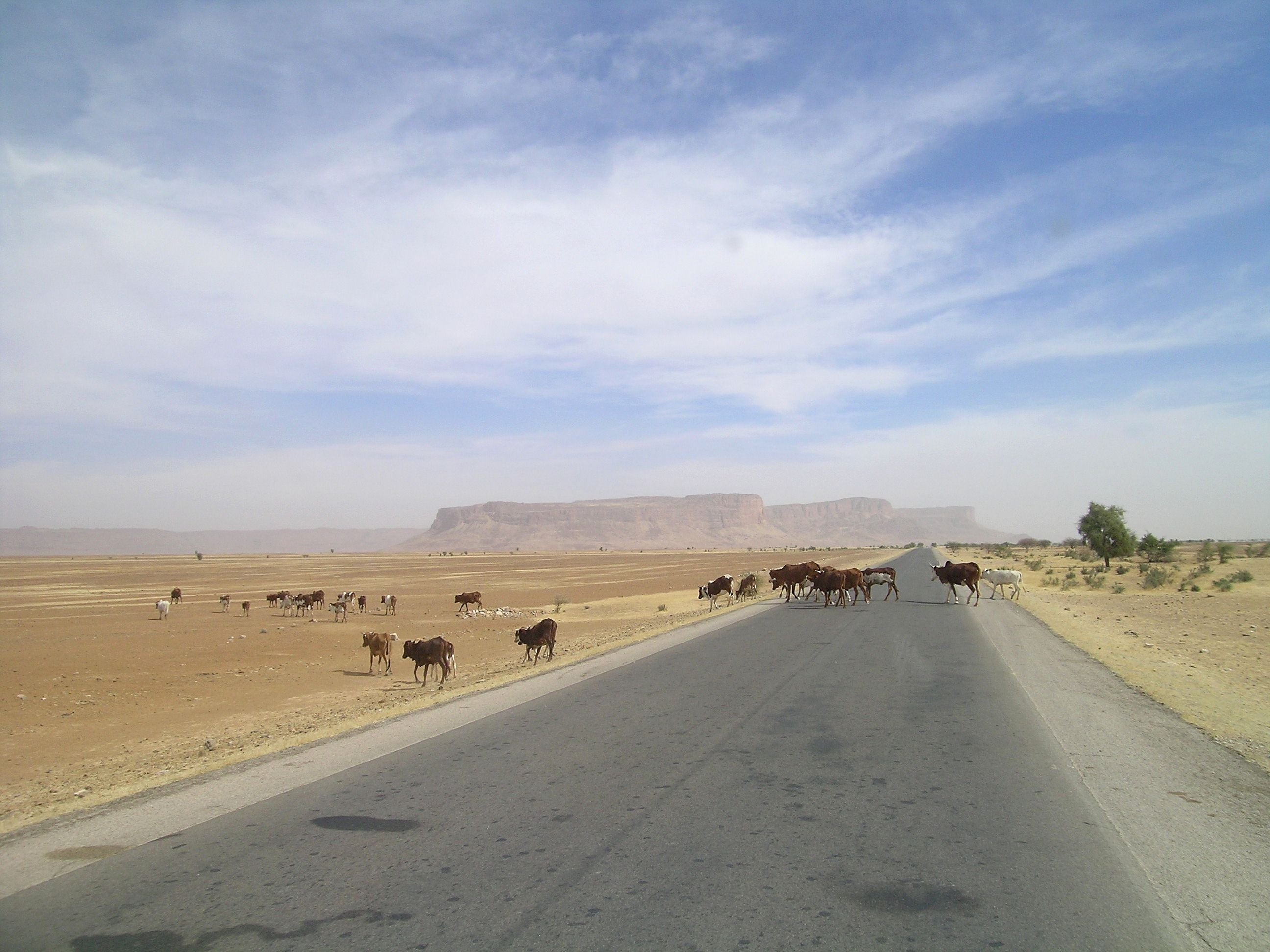
Krajina v Mauritánii

70 % obyvatelstva Mauritánie jsou Maurové. Za Maury byli označováni také muslimové, kteří ve středověku okupovali jižní Španělsko. Mauři v Mauritánii jsou smíšeného arabsko-berberského a černošského původu. Mauři jsou rozděleni do mnoha etno-lingvistických skupin a dále rozlišováni rasově na Bílé Maury (odhad - asi 30% obyv.) a na Černé Maury (asi 40 % obyv.), ačkoli je někdy obtížné rozlišit tyto dvě skupiny podle barvy pleti. Bílí Mauři kontrolují obchod a vládu v zemi. Černí Mauři (nazývaní také jako Haratinové nebo osvobození otroci) zůstávají politicky a ekonomicky slabší než Bílí Mauři.
Další skupinou v zemi jsou černí Afričané, tzv. Afro-Mauritánci, kterých je asi 30 %. Afro-mauritánské kmeny jako např. Halpulaar, Wolof a Soninke, zůstávají soustředěny na jihu a v městských oblastech. Černí Mauři a Afro-Mauritánci jsou početně mnohem méně zastoupeni ve veřejném a soukromém sektoru a mají podřazené postavení. V současnosti je členem mauritánského parlamentu pouze jeden Černý Maur.
Francouzi tvoří 1 % obyvatel, 99 % Mauritánců jsou muslimové, islám je základem zákonodárství a arabština je zde úředním jazykem, přesto i zde existuje mizivá křesťanská menšina (max. 1 %). Gramotnost dosahuje asi 34 %.

## Zajímavosti
V mauretánském Chinguetti se nachází nejstarší nepřetržitě fungující knihovna s převážně duchovní (islámskou) tematikou v celé Africe. K vidění jsou zde až devět století staré Korány a další vzácné knihy. Chinguetti se svou knihovnou bývá označováno jako sedmé nejsvětější místo islámu a je na seznamu chráněného kulturního dědictví UNESCO. Městečko bylo založené v roce 777 a od 11. století bylo zastávkou obchodních karavan a střediskem učenců tehdejšího muslimského světa. Ve 13. století se stalo důležitou křižovatkou karavan mezi středomořím a subsaharskou Afrikou. Vrcholu své slávy dosáhlo Chinguetti  v 17. století, kdy bylo povinnou zastávkou karavan směřujících do Mekky. Kdysi mělo pět velkých knihoven s tisícovkami knih, které lákaly učence ze vzdálených zemí. V té době zde panoval obchodní ruch, který také umožnil získat vzácné knihy z tehdejších center islámské vzdělanosti Káhiry, Bagdádu, Damašku, Jeruzaléma nebo Timbuktu. Dnes tu žije jen několik desítek obyvatel. Knihovna je soukromá, dědí se v otcovské linii a od svého založení je nepřetržitě funkční.
Po dodnes zaminované hranici Mauretánie a Západní Sahary vede železniční trať v délce více než 700 kilometrů, po níž jednou týdně převáží nákladní vlak železnou rudu z povrchových dolů v oblasti Zouérat na severu země až Atlantskému oceánu do Nouadhibou. Se svými 210 nákladními vagóny a délkou 2,5 kilometru jde o nejdelší a nejtěžší vlak na světě. Lidé mohou bez omezení naskočit na vagóny s nákladem.